# Чус Лампреаве
Марія Хесус Лампреаве Перес (ісп. María Jesús Lampreave Pérez, більш відома як Чус Лампреаве, ісп. Chus Lampreave; 11 грудня 1930, Мадрид — 4 квітня 2016, Альмерія) — іспанська акторка кіно та телебачення.

## Життєпис
Народилася 11 грудня 1930 року у Мадриді. По закінченні школи вивчала живопис в Королівській академії витончених мистецтв Сан-Фернандо. 1958 року дебютувала в кіно, з'явившись у невеликій ролі в фільмі «Квартирка» Марко Феррері. 1973 року почала зніматися на телебаченні. Після того зіграла більш ніж в півсотні фільмів у самих іменитих режисерів Іспанії — Луїса Гарсії Берланги, Фернандо Труеби та Педро Альмодовара, у якого знялася в 10 картинах.
1992 року отримала премію Гойя як найкраща акторка другого плану за роль у фільмі «Прекрасна епоха» Труеби.
2001 року удостоєна урядом Іспанії Золотої медалі за заслуги в образотворчому мистецтві (ісп. Medalla de Oro al Mérito en las Bellas Artes).
На Каннському кінофестивалі 2006 року розділила приз за найкращу жіночу роль зі своїми партнерками по стрічці «Повернення» Альмодовара — Пенелопою Крус, Кармен Маурою, Лолою Дуеньяс, Бланкою Портільйо та Йоханою Кобо.
2012 року виступила сценаристом короткометражного фільму «La lectora de coños» Бенхи де ла Роси.
Чус Лампреаве померла 4 квітня 2016 року в лікарні Торрекарденас у місті Альмерія в 85-річному віці.

## Особисте життя
1960 року Лампреаве вступила у шлюб з Еусебіо Морено де лос Ріосом. У пари народилися двоє дітей — син Дієго, біолог, та дочка Лаура (1963— померла у листопаді 1996 року від тяжкої хвороби). Шлюб тривав до смерті чоловіка 2 липня 2015 року.

## Вибрана фільмографія
| Рік       |    | Українська назва               | Оригінальна назва                        | Роль                      |
| --------- | -- | ------------------------------ | ---------------------------------------- | ------------------------- |
| 1958      | ф  | Квартирка                      | El pisito                                | Аделіна                   |
| 1960      | ф  | Інвалідний візок               | El cochecito                             | Іоданда                   |
| 1963      | ф  | Кат                            | El verdugo                               | відвідувачка              |
| 1971      | ф  | Моя прекрасна сеньйорита       | Mi querida señorita                      | племінниця Чус            |
| 1974      | ф  | Кохання капітана Брандо        | El amor del capitán Brando               | дружина алькальда         |
| 1977      | ф  | Національна зброя              | La escopeta naciona                      | Віті                      |
| 1980      | ф  | Національне надбання           | Patrimonio nacional                      | Віті                      |
| 1981      | с  | Сервантес                      | Cervantes                                | черниця                   |
| 1982      | ф  | Національне III                | Nacional III                             | Віті                      |
| 1984      | ф  | Темні звички                   | Entre tinieblas                          | сестра Каналізаційний Щур |
| 1984      | ф  | За що мені це?                 | ¿Qué he hecho yo para merecer esto?      | бабуся                    |
| 1984      | ф  | Таємний сад                    | El jardín secreto                        | Марія                     |
| 1984      | ф  | Епілог                         | Epílogo                                  | Фло-Фло                   |
| 1984      | с  | Тереза де Хесус                | Teresa de Jesús                          | служниця                  |
| 1986      | ф  | Матадор                        | Matador                                  | Пілар                     |
| 1985      | ф  | Зраджуй і неважливо з ким      | Sé infiel y no mires con quién           | Адела Мора                |
| 1985      | ф  | Лулу вночі                     | Lulú de noche                            | аптекарка                 |
| 1986      | ф  | Рік пробужденея                | El año de las luces                      | донья Трансіто            |
| 1987      | ф  | Радісне життя                  | La vida alegre                           | сусідка                   |
| 1987      | ф  | Маври і християни              | Moros y cristianos                       | Антонія                   |
| 1988      | ф  | Зачекай мене на небі           | Espérame en el cielo                     | Емілія                    |
| 1988      | ф  | Жінки на межі нервового зриву  | Mujeres al borde de un ataque de nervios | консьєржка-свідок Єгови   |
| 1988      | ф  | Одного світанку замало         | Amanece, que no es poco                  | Каталіна Альварес         |
| 1988      | ф  | Спуститися по покупки          | Bajarse al moro                          | донья Антонія             |
| 1990—1991 | с  | Єва і Адам, шлюбна агенція     | Eva y Adán, agencia matrimonial          | Луїса                     |
| 1992      | ф  | Прекрасна епоха                | Belle Époque                             | донья Асун                |
| 1992      | ф  | Супернова                      | Supernova                                | Авеліна                   |
| 1994      | ф  | Всіх до в'язниці               | Todos a la cárcel                        | Чус                       |
| 1995      | ф  | Сім тисяч днів разом           | Siete mil días juntos                    | Софія                     |
| 1995      | ф  | На землі, як на небі           | Así en el cielo como en la tierra        | донья Асунсьйон           |
| 1995      | ф  | Квітка моєї таємниці           | La flor de mi secreto                    | мати Лео                  |
| 1998      | ф  | Ідеальна партнерка             | Una pareja perfecta                      | донья Кука                |
| 1998      | ф  | Торренте, дурна рука закону    | Torrente, el brazo tonto de la ley       | Реме                      |
| 1998      | с  | Сестри                         | Hermanas                                 | мати-засновниця           |
| 2001      | ф  | Торренте 2: Місія в Марбельї   | Torrente 2: Misión en Marbella           | Реме                      |
| 2002      | ф  | Точки дотику                   | El florido pensil                        | донья Пепа                |
| 2002      | ф  | Поговори з нею                 | Hable con ella                           | медсестра                 |
| 2004      | ф  | Скажи «так»                    | Di que sí                                | мати Віктора              |
| 2006      | ф  | Повернення                     | Volver                                   | тітка Паула               |
| 2008      | ф  | Фірмова страва                 | Fuera de carta                           | Селія, мати Максі         |
| 2009      | ф  | Розірвані обійми               | Los abrazos rotos                        | консьєржка                |
| 2012      | ф  | Художник і його модель         | El artista y la modelo                   | Марія                     |
| 2012—2013 | с  | Феномени                       | Fenómenos                                | Амелія                    |
| 2014      | ф  | Торренте 5: Операція Євровегас | Torrente 5: Operación Eurovegas          | Реме                      |
| 2015      | кф | Я, президент                   | Yo, presidenta                           | Пілар                     |

## Нагороди та номінації
Каннський кінофестиваль
- 2006 — Найкраща акторка (Повернення, спільно з іншими акторками фільму).

Гойя
- 1984 — Номінація на найкращу акторку другого плану (За що мені це?).
- 1988 — Номінація на найкращу акторку другого плану (Зачекай мене на небі).
- 1989 — Номінація на найкращу акторку другого плану (Спуститися по покупки).
- 1992 — Найкраща акторка другого плану (Прекрасна епоха).
- 1995 — Номінація на найкращу акторку другого плану (Квітка моєї таємниці).
- 2012 — Номінація на найкращу акторку другого плану (Художник і його модель).

Срібні кадри
- 1984 — Номінація на найкращу кіноакторку (За що мені це?)
- 1986 — Номінація на найкращу кіноакторку (Рік пробуждення, Лулу вночі, Матадор).
- 1988 — Номінація на найкращу кіноакторку (Зачекай мене на небі, Жінки на межі нервового зриву).
- 1990 — Номінація на найкращу телеакторку (Єва і Адам, шлюбна агенція).
- 2005 — Премія за життєві досягнення.

Спілка акторів Іспанії
- 1995 — Номінація на найкращу кіноакторку другого плану (Квітка моєї таємниці).
- 2006 — Найкраща кіноакторку другого плану (Повернення).
- 2008 — Номінація на найкращу кіноакторку другого плану (Фірмова страва).
- 2012 — Номінація на найкращу кіноакторку другого плану (Художник і його модель).